# Sagina libanotica
Sagina libanotica är en nejlikväxtart som beskrevs av Karl Heinz Rechinger. Sagina libanotica ingår i släktet smalnarvar, och familjen nejlikväxter. Inga underarter finns listade i Catalogue of Life.